# Réforme des collectivités territoriales françaises
Cet article concerne la réforme mise en place sous le mandat de Nicolas Sarkozy. Pour la réforme engagée en 2012 sous le mandat de François Hollande, voir Acte III de la décentralisation.
La réforme des collectivités territoriales est une réforme structurelle de l’organisation territoriale française engagée par le président de la République Nicolas Sarkozy en 2008. Elle s'est traduite par un ensemble de lois dont la loi principale est la loi no 2010-1563 du 16 décembre 2010, dite précisément « de réforme des collectivités territoriales ».
Une partie de la réforme est cependant remise en cause à partir de 2012 par les gouvernements Ayrault puis Valls. La nouvelle catégorie d’élu local devant remplacer à la fois les conseillers généraux et les conseillers régionaux est supprimée et la répartition des compétences entre régions et départements, qui devait s'appliquer à partir du 1er janvier 2015, fait l'objet d'une nouvelle réforme.

## Grands principes
La réforme des collectivités territoriales de 2010 affiche comme objectif la simplification de l’organisation territoriale française :
- réorganisation autour de deux pôles : départements-région d'une part, communes-intercommunalité d'autre part ;
- achèvement de la carte de l'intercommunalité ;
- création des métropoles, nouvelle catégorie d'établissement public de coopération intercommunale (EPCI) à fiscalité propre
- facilitation de la fusion des collectivités territoriales.

Sur le plan fiscal, cette réforme est doublée d'une réforme de la fiscalité locale avec la suppression de la taxe professionnelle en 2009 à l'occasion de la loi de finance 2010, remplacée par de nouveaux prélèvements, en particulier la contribution économique territoriale.
La réforme crée une nouvelle catégorie de collectivité d'outre-mer : la collectivité territoriale unique, issue de la fusion de la région et du département pour les régions monodépartementales et régie par l’article 73 de la Constitution (principe d'identité législative).

## Historique

### 2008: la commission Attali préconise la suppression des départements
La commission pour la libération de la croissance française, ou, du nom de son président Jacques Attali, la « Commission Attali », est une commission chargée par le président Sarkozy de rédiger un rapport fournissant des recommandations et des propositions afin de relancer la croissance économique de la France. Elle a commencé ses travaux en juin 2007 et a rendu son rapport final le 23 janvier 2008.
Pour les réformes à mettre en place, la commission recommande, entre autres, la simplification de l’organisation territoriale pour en accroître son efficacité. Elle part du constat que le nombre de divisions administratives françaises est trop important et que les différentes lois de décentralisation n’ont pas été menées à leur terme, créant une complexité difficilement compréhensible pour le citoyen. La France compte en effet, en 2008, 36 783 communes, 100 départements, 26 régions et plus de 2 580 EPCI à fiscalité propre. On recense près de 500 000 fonctions électives dans ces différentes collectivités décentralisées. Par ailleurs aux services administratifs de ces différentes entités viennent s’ajouter les ministères et les services déconcentrés de l’État ainsi qu’une quarantaine d’autorités administratives indépendantes créées depuis 1978. Selon le rapport de la commission, les redondances et chevauchements de compétences entre les divers échelons territoriaux créent à la fois un éclatement de la responsabilité, la paralysie de la décision, et la déroute de l’administré. La Commission préconise ainsi de renforcer les régions, de transformer les intercommunalités en « agglomérations », entités de niveau constitutionnel, et enfin de faire disparaître en dix ans l’échelon départemental, tout en clarifiant les prérogatives de chaque collectivité publique.
Il n’y aurait ainsi dans cette organisation plus que deux niveaux : des régions fortes et peu nombreuses et des intercommunalités plus puissantes, notamment des agglomérations, dont la population moyenne devrait, selon la commission, se situer dans une fourchette comprise entre 60 000 et 500 000 habitants afin d’atteindre la taille critique qui permet de diminuer le coût des services publics locaux pour le citoyen. Les départements seraient quant à eux supprimés.
Cette recommandation permettrait une diminution du coût de la dépense territoriale et s’inscrit dans une autre recommandation qui vise à réduire la dépense publique qui s’élève annuellement à plus de 1 000 milliards d’euros sur un PIB qui s’élève à environ 1 800 milliards d’euros. Des dépenses publiques, rapportées au PIB, qui étaient les plus élevées de la zone euro en 2007.
La suppression des départements suscite les réticences du président Sarkozy qui déclare le jour même de la remise du rapport : « Je ne crois pas que les Français sont prêts à renoncer à la légitimité historique des départements. », mais aussi des principaux intéressés : Claudy Lebreton (PS), président de l'Assemblée des départements de France, reconnaît qu'il faut « faire des économies », mais trouve cette proposition « parfaitement incongrue et iconoclaste ». Les députés UMP émettent aussi des réserves, principalement pour le fait que Jacques Attali considère que les propositions de la commission ne sont pas dissociables les unes des autres.
Nicolas Sarkozy revient toutefois sur le sujet lors d’un déplacement à Limoges le 27 juin 2008 :« Il va falloir qu'un jour — je me demande si ce ne sera pas un chantier pour 2009, on parle des structures territoriales en France. Parce que nous sommes arrivés à un degré de complexité sans précédent. Tout le monde est attaché à sa région, et puis il y a l'Europe, il y a les communautés de communes. Comment on s'y retrouve, c'est très difficile. À un moment donné, il faut qu'on se mette ensemble et qu'on voit dans le consensus comment on peut faire évoluer les choses. ». Le secrétaire d’État aux collectivités locales, Alain Marleix, précise dans un communiqué qu’il n’est pas question de supprimer les départements.
Mais ceci ne calme pas l’inquiétude des présidents de conseils généraux, d’autant que le président de la République annonce d’abord dans un entretien au Monde, puis dans un discours à Toulon le 25 septembre 2008 l’engagement en 2009 d’une réforme en profondeur des administrations locales. Il ne parle pas des départements mais dit que « le moment est venu de poser la question des échelons de collectivités locales dont le nombre et l'enchevêtrement des compétences est une source d'inefficacité et de dépenses supplémentaires. La compétitivité de notre économie est capitale. Elle ne peut supporter un poids excessif de dépenses publiques. »

### 2009: le comité Balladur préconise deux couples régions-départements et communes-intercommunalités
Les modifications législatives de la loi du 16 décembre résultent plus directement des propositions élaborées au sein du comité pour la réforme des collectivités locales présidée par l'ancien premier ministre Édouard Balladur. Celui-ci est créé par un décret présidentiel du 22 octobre 2008, dans le but « d'étudier les mesures propres à simplifier les structures des collectivités locales, à clarifier la répartition de leurs compétences et à permettre une meilleure allocation de leurs moyens financiers, et de formuler toute autre recommandation qu'il jugera utile. ». Il remet son rapport au président de la République le 1er mars 2009.
Le comité établit un diagnostic similaire à celui de la commission Attali, au moins en ce qui concerne l’excessive stratification de l’administration française, particulièrement en regard de l’organisation des pays européens comparables à la France qui n’ont que trois niveaux, et l’absence de maîtrise de la dépense publique. Il y ajoute la problématique de trouver le bon impôt pour financer chaque strate, le fait que la plupart des décisions locales sont prises au niveau des établissements publics dont les membres ne sont pas élus au suffrage direct et enfin une inadaptation de l’administration au développement économique du pays.
La première préconisation de simplification vise à renforcer le rôle des régions en en réduisant le nombre de 22 à 15, afin de les doter d’une population moyenne de l’ordre de trois à quatre millions d’habitants. Il n’est plus question de supprimer les départements mais de favoriser des regroupements volontaires par des dispositions législatives de même nature que pour les régions. Leurs rôles respectifs seraient mieux définis. Les conseillers régionaux et les conseillers généraux seraient dénommés conseillers départementaux et seraient désignés en même temps et selon le même mode de scrutin.
Pour les communes, le rapport préconise l’achèvement de l’intercommunalité avant 2014 et une rationalisation du paysage des syndicats intercommunaux à vocation unique ou multiple, qui sont nombreux et couvrent des périmètres variés et incohérents entre eux. Il préconise ainsi l’inclusion des syndicats à vocation unique ou multiple dans les EPCI, l’interdiction de la mise en place de nouveaux « pays », au sens de la loi du 4 février 1995 et l’élection directe des assemblées délibérantes des intercommunalités.
Il préconise enfin la création de onze grandes métropoles pour donner une impulsion nouvelle aux intercommunalités les plus peuplées et les plus importantes du pays. Il s’agirait des actuelles communautés urbaines de Lyon, Lille, Marseille, Bordeaux, Toulouse, Nantes, Nice, Strasbourg et des communautés d’agglomération de Rouen, Toulon et Rennes. Enfin une collectivité territoriale à statut particulier, dénommée « Grand Paris », serait créée.
Enfin un important travail de clarification des compétences de chaque niveau serait fait et les impôts directs locaux, dont la taxe professionnelle, seraient réformés.

### 2009: la mission sénatoriale prône un quasistatu quoavec renforcement de l'intercommunalité
Parallèlement au comité Balladur, une mission temporaire d’information avait été créée par le Sénat en octobre 2008 pour formuler également des propositions sur la réorganisation territoriale. La mission était composée de 36 membres et était présidée par Claude Belot. Elle rend ses conclusions le 17 juin 2009.
En matière d’organisation territoriale, elle propose la création d’un nombre limité de métropoles (neuf contre onze pour la mission Balladur), avec des pouvoirs restreints. Elles n’acquerraient le statut de collectivités territoriales de plein exercice bénéficiant de la mise en commun des ressources communales qu’à la condition que les communes membres en décident ainsi, par délibérations concordantes. Elle préconise également l’achèvement de l’intercommunalité et le maintien de toutes les strates existantes. Pour la coordination des politiques territoriales, elle ne retient pas le principe du conseiller territorial, mais privilégie un conseil régional des exécutifs.
En matière de compétences, la mission propose de maintenir la clause de compétence générale des différentes collectivités territoriales, à savoir leur capacité d'initiative sur le fondement de leur intérêt territorial respectif. Elle précise toutefois les vocations propres à chaque niveau : le développement économique et la formation à la région, la solidarité territoriale et sociale pour le département et les compétences de proximité aux communes. Le tourisme, la culture, la jeunesse et les sports resteraient toutefois des compétences partagées entre différents niveaux.
Enfin, la mission propose également une réforme des finances locales.

### 2009-2010: cheminement des projets de lois
Devant le Parlement, Nicolas Sarkozy réaffirme, le 22 juin 2009, sa volonté d'aller jusqu’au bout de la réforme et en particulier de réduire le nombre d'élus locaux. Le 20 octobre 2009, il dévoile dans un discours à Saint-Dizier, les grands axes de la réforme. Il confirme la création des conseillers territoriaux et la suppression de la clause de compétence générale pour les départements et régions, deux propositions du comité Balladur qui n’avaient pas été retenues par le Sénat. Cette clause de compétence générale ne serait ainsi réservée qu’à l’État et aux communes. Un statut de métropole pour les agglomérations de plus de 450 000 habitants serait créé, ce qui autoriserait la création de huit métropoles. L’objectif de l'achèvement de la carte de l’intercommunalité pour 2014 est confirmé et en matière de finances locales, la taxe professionnelle serait supprimée.
Lors du conseil des ministres du 21 octobre 2009, quatre projets de loi ont été adoptés :
- un projet de loi organisant la concomitance des renouvellements des conseils généraux et des conseils régionaux ;
- un projet de loi organique relatif à l’élection des membres des conseils des collectivités territoriales et des établissements publics de coopération intercommunale ;
- un projet de loi relatif à l’élection des conseillers territoriaux et au renforcement de la démocratie locale ;
- un projet de loi de réforme des collectivités territoriales.

#### Élections avant 2014
La première réforme est mise en œuvre par la loi n° 2010-145 du 16 février 2010 organisant la concomitance des renouvellements des conseils généraux et des conseils régionaux.
Elle réduit le mandat des conseillers régionaux élus en 2010 à quatre ans, et celui des conseillers généraux élus en 2011 (la moitié d'entre eux) à trois ans, au lieu de six ans habituellement pour les deux mandats, renouvelant ainsi ces assemblées en même temps, en 2014. Ces changements sont censés ouvrir la voie à l’élection de conseillers territoriaux en 2014.

#### Réforme fiscale des collectivités
Le 18 décembre 2009, la taxe professionnelle, principale ressource fiscale des collectivités territoriales est supprimée à l’occasion de l’adoption du projet de loi de finances 2010 et est remplacée par la Contribution économique territoriale.

#### Grand Paris
Le rapport Balladur prévoyait la réorganisation de la région Île-de-France avec la création d’une nouvelle collectivité, le Grand Paris, qui résulterait de la fusion du département de Paris et des départements dits de « Petite Couronne ».
En fait ce projet est dissocié du projet de réforme global et a fait l’objet d’un projet de loi spécifique, qui concerne essentiellement le réseau de transport public du Grand Paris et créée son outil de mise en œuvre, la Société du Grand Paris. Présentée en conseil des ministres le 7 octobre 2009 par Christian Blanc, secrétaire d’État chargé du développement de la région capitale, la loi n° 2010-597 relative au Grand Paris est promulguée le 3 juin 2010.
La réforme de la gouvernance du Grand Paris est remise à une loi ultérieure.

#### Principale loi de réforme
Le 26 janvier 2010, le principe de création du conseiller territorial, article premier de la réforme, est voté par le Sénat non sans quelques réserves, certains jugeant que l’élection d’un élu régional sur une base cantonale était antinomique avec une volonté de région puissante ou bien arguant que le fait de siéger dans deux assemblées différentes interdirait d’avoir une activité économique personnelle et créait des professionnels de la politique. Le lendemain le principe d'une élection au suffrage universel direct pour le conseiller communautaire, représentant la commune dans un établissement public de coopération intercommunale, est entériné. Le débat se polarise ensuite sur le mode de scrutin, particulièrement après que les élections régionales du 26 mars ont été remportées par l'opposition dans 23 des 26 régions.
Le projet de loi est adopté par l’Assemblée nationale le 8 juin 2010 à une courte majorité (276 voix pour, 240 contre). Le Sénat adopte le projet de loi le 8 juillet 2010 après l’avoir profondément remanié, particulièrement en supprimant du texte les deux principales dispositions : le mode d'élection du futur conseiller territorial et la nouvelle répartition des compétences entre communes, département et régions, renvoyée à un projet de loi ultérieur.
Le 28 septembre, le projet de loi est adopté en deuxième lecture par l’Assemblée nationale après suppression des modifications du Sénat. La version finale de la loi, très édulcorée par rapport au projet initial, est élaborée par une commission mixte paritaire et est adoptée par le Parlement, après le vote de l'Assemblée nationale le 17 novembre 2010 par une courte majorité (258 pour, 219 contre). Le Conseil constitutionnel valide à son tour le texte le 9 décembre en censurant toutefois le nombre de sièges de conseillers territoriaux prévu pour chaque département, ce qui nécessite le vote d’une nouvelle loi sur cet aspect. Le tableau annexé au projet de loi prévoyait en effet trop de conseillers pour cinq départements (Aude, Cantal, Mayenne, Meuse, Savoie) et insuffisamment pour un département (Haute-Garonne). In fine la loi de réforme des collectivités territoriales est promulguée le 16 décembre 2010, mais de nouveaux textes législatifs sont nécessaires pour qu'elle soit pleinement applicable.

### 2011: la loi de répartition des compétences
Nicolas Sarkozy confie le 15 décembre 2010 au maire de Sarlat-la-Canéda et ancien ministre Jean-Jacques de Peretti une mission sur la clarification des compétences des départements et des régions. Il doit en particulier réfléchir aux "conditions précises d'élaboration des futurs schémas régionaux d’organisation des compétences et de mutualisation des services",.

### 2011: collectivité unique pour la Guyane et la Martinique
Le projet de loi organique visant à créer un statut de collectivité unique, issu de la fusion de la région et du département, pour les régions mono-départementales, a été présenté en conseil des ministres le 26 janvier 2011. Seules la Martinique et la Guyane seront dotées de ce statut. La première élection des membres des assemblées de Guyane et de Martinique est alors prévue avant le 1er janvier 2013.

### 2012: changement de majorité
À la suite des résultats de l'élection présidentielle, François Hollande est élu président de la République. Lors de la campagne électorale, celui-ci fait la promesse de supprimer le conseiller territorial. Le Sénat, passé à gauche quelques mois plus tôt lors des élections sénatoriales de 2011, vote en première lecture le 16 novembre 2011 l'abrogation de sa mise en place mais cette décision n'est pas validée par l'Assemblée nationale, qui est majoritairement de droite. Il faut attendre les législatives suivantes et une majorité de gauche à l'Assemblée pour concrétiser la suppression du conseiller territorial. Marylise Lebranchu est alors nommée ministre de la Réforme de l'État, de la Décentralisation et de la Fonction publique. Elle annonce que les élections départementales et régionales seront repoussées en 2015 tandis que les municipales auront bien lieu en 2014. Elle indique aussi que le mode de scrutin aux régionales ne sera pas changé mais le scrutin départemental sera revisité, estimant que les « cantons n'existent plus en tant que tels et qu'il faut donc réfléchir à un nouveau mode d'élection ».
Ces projets font l'objet d'une nouvelle série de textes législatifs soumis au Parlement.

## Organisation territoriale avant la réforme

### Région
D'abord simples territoires ayant une cohérence économique, puis érigées au statut d'établissement public à vocation spécialisée avec la loi du 5 juillet 1972, les régions deviennent des collectivités territoriales autonomes avec les lois de décentralisation de 1982. Il existe au 1er janvier 2010 27 régions, dont 22 situées en France métropolitaine (en comptant la collectivité territoriale de Corse) et 5 régions d'outre-mer.

### Département
Les départements sont créés en tant que divisions administratives avec la loi du 22 décembre 1789. Ils acquièrent le statut de collectivités territoriales avec des pouvoirs propres avec la loi du 10 août 1871. Il existe 101 départements dont cinq d'outre-mer, Mayotte ayant acquis le statut de DOM le 31 mars 2011.

### Commune
Les communes existent en tant que divisions administratives depuis la loi du 14 décembre 1789. Elles acquièrent leur autonomie juridique et donc leur statut de collectivité territoriale avec la loi du 5 avril 1884. Il existe 36 682 communes au 1er janvier 2009.

### Intercommunalité

#### Paysage de l'intercommunalité en 2009
Avant la loi de réforme, il existe six modalités de regroupements de communes, de types établissements publics de coopération intercommunale qui, aux termes de l’art. L. 5210-1 du code général des collectivités territoriales (CGCT), « [se fondent] sur la libre volonté des communes d'élaborer des projets communs de développement au sein de périmètres de solidarité » :
- les syndicats intercommunaux à vocation unique (SIVU), structure classique organisée par la loi du 22 mars 1890[36], les syndicats intercommunaux à vocation multiple (SIVOM), créés en 1959[37], qui unissent des communes voisines pour la gestion d’un ou plusieurs services tels que l’assainissement et le ramassage scolaire, et les syndicats d'agglomération nouvelle (SAN) mis en place après la loi dite « Rocard » du 13 juillet 1983 pour organiser les villes nouvelles.
- les groupements de communes rassemblées autour de projets, avec une fiscalité propre, qui peut être additionnelle aux taxes perçues par les communes ou prendre la forme d’une taxe professionnelle unique (TPU), qui n’est dès lors plus perçue par la commune. Trois établissements publics de ce type peuvent être distingués : communautés de communes, communautés d'agglomérations et communautés urbaines.

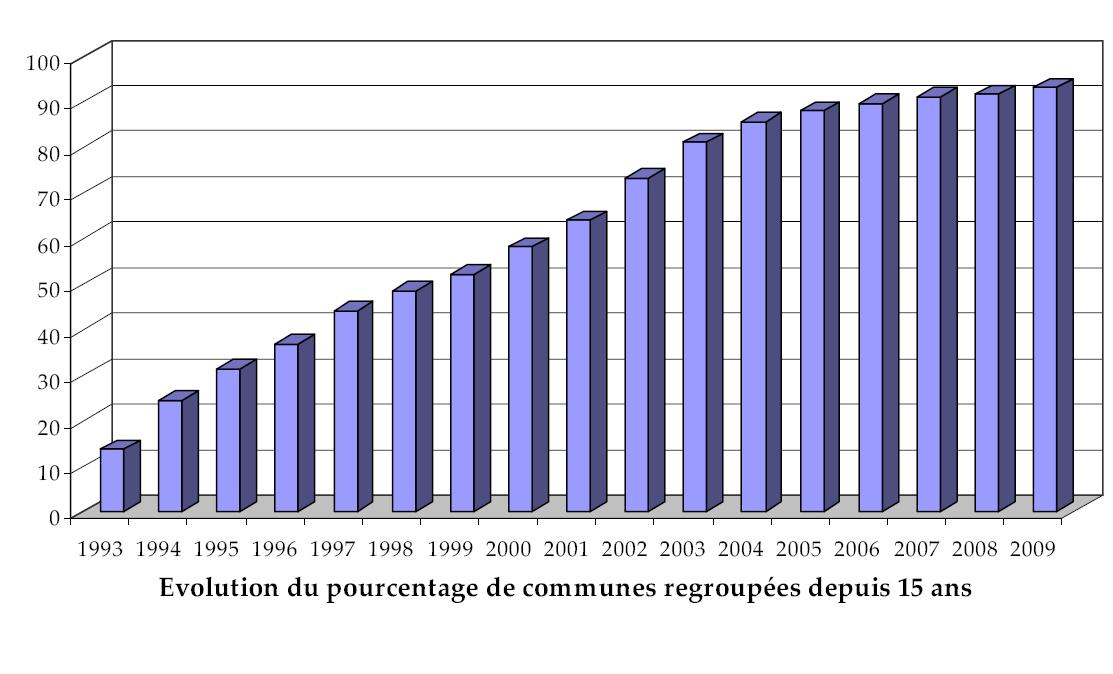
Évolution du taux de communes regroupées au sein d’un EPCI à fiscalité propre

De 1999 à 2009, le taux de communes regroupées au sein d’un EPCI à fiscalité propre est passé au niveau national de 50 % à 93 %. Au 1er janvier 2009, 2 601 EPCI regroupent en effet 34 166 communes (93,1 %), soit 56 429 080 habitants (89,7 %).
Seules 2 516 communes ne sont pas regroupées au sein d’un EPCI à fiscalité propre, ce qui représente 8,2 millions d’habitants (6 millions hors Paris). Sur les 100 départements, 5 ont toutes leurs communes regroupées dans des EPCI à fiscalité propre (l’Allier, la Loire-Atlantique, le Maine-et-Loire, le Pas-de-Calais et la Martinique), 50 ont moins de 5 % de leurs communes isolées, et à l’opposé les 10 derniers départements ont plus de 30 % de leurs communes non regroupées. Pour deux départements (la Guadeloupe et la Seine-Saint-Denis), le taux de communes isolées dépasse même les 50 %, avec respectivement 56,3 % et 67,5 % de leurs communes non regroupées.

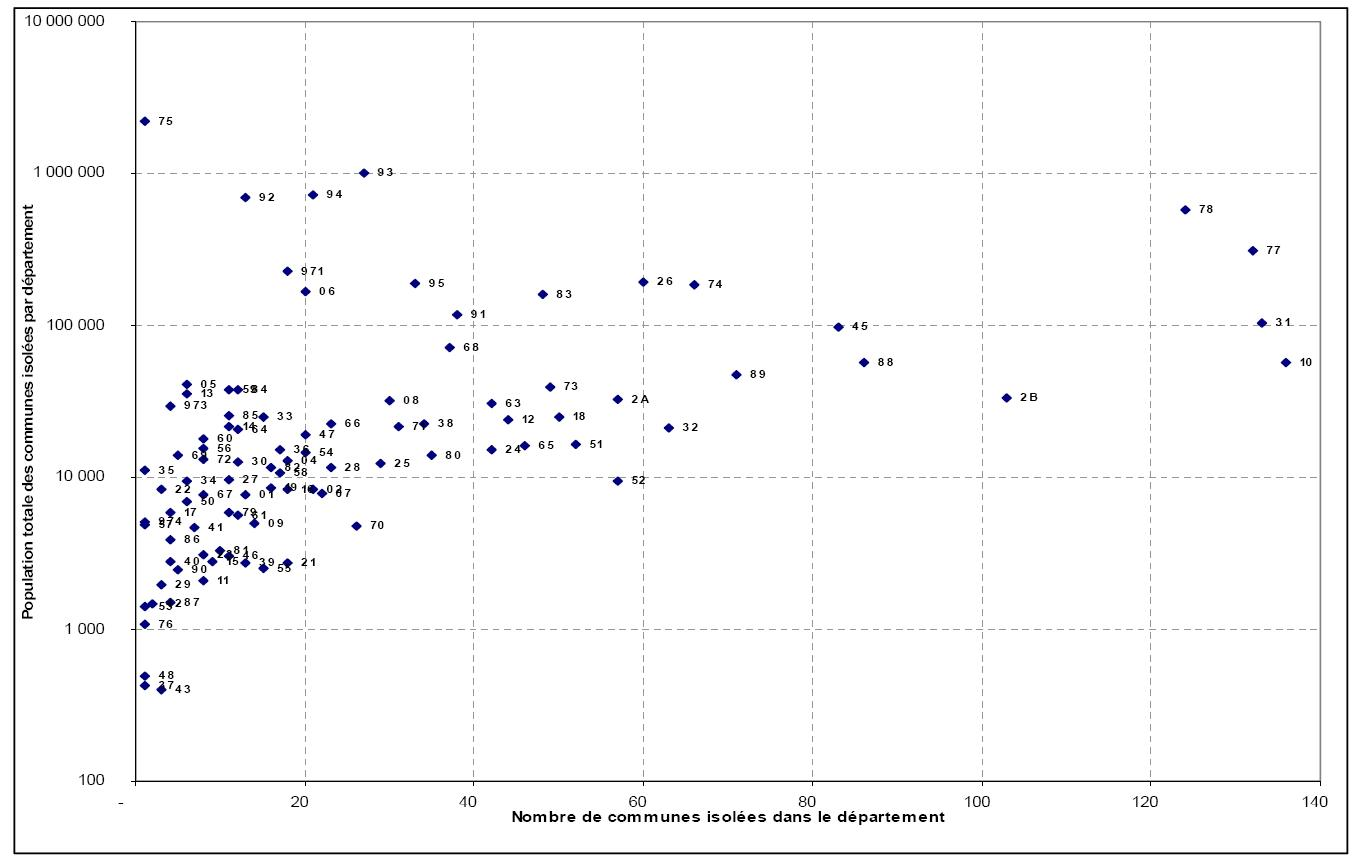
Représentation des départements selon le nombre et la population des communes n’appartenant pas à un EPCI à fiscalité propre au 1er janvier 2009.

Toutefois, ce succès quantitatif doit être relativisé par plusieurs aspects négatifs :
- De nombreux périmètres d’intercommunalité apparaissent inadaptés ou trop étroits ;
- les projets de constitution de fusion de communautés et/ou d’intégration de communes isolées dans des EPCI existants sont peu importants ;
- un certain nombre d’EPCI à fiscalité propre ont des compétences mal définies ou qui apparaissent virtuelles ;
- le transfert des moyens propres à permettre aux EPCI d’exercer leurs compétences est parfois insuffisant, particulièrement pour les petites communautés de communes à fiscalité additionnelle en zone rurale qui ont peu de moyens d’action ;
- Mais surtout l’augmentation des effectifs des groupements ne s’est pas accompagnée d’une baisse correspondante des effectifs des communes[C 4].

Par ailleurs la montée en puissance de l’intercommunalité à fiscalité propre n’a pas eu pour corollaire le reflux des syndicats.

#### Communauté urbaine
Formule jusqu'alors la plus intégrée des intercommunalités, les communautés urbaines, instituées en 1966, sont d’un seul tenant, sans enclave et réservées aux agglomérations de plus de 500 000 habitants. Leurs compétences obligatoires sont très larges et la TPU y est obligatoire.
Au 1er janvier 2009, il y avait 16 communautés urbaines regroupant 409 communes et 7 596 835 habitants. Les trois les plus peuplées dépassent le million d’habitants. Les communautés urbaines, pour lesquelles, depuis 1999, un seuil de 500 000 habitants est requis lors de leur création, regroupent entre 5 et 85 communes, avec des populations totales s’étalant d’environ 52 000 habitants à plus d’un million d’habitants. Le seuil de 500 000 habitants est dépassé par 7 communautés urbaines sur les 16.

#### Communauté d'agglomération
Les communautés d'agglomérations, qui ont été créées en 1999, sont d’un seul tenant, sans enclave et regroupent un ensemble de plus de 50 000 habitants autour d’une ville centrale de plus de 15 000 habitants. Elles perçoivent une TPU.
Au 1er janvier 2009, il y avait 174 communautés d’agglomération regroupant 2 983 communes et 21 016 706 habitants. Hormis une communauté d’agglomération qui compte 29 371 habitants, toutes les autres ont plus de 50 000 habitants. La moitié ont une population comprise entre 67 000 et 140 000 habitants. La moyenne s’élève à plus de 120 000 habitants.

#### Communauté de communes
Les communautés de communes, créées en 1992, d’un seul tenant, sans enclave et pour lesquelles il n’existe pas d’exigence de seuil démographique. Elles ont des compétences obligatoires en matière d’aménagement et, de façon renforcée si elles optent pour une TPU, de développement économique. Leurs autres compétences, facultatives, peuvent être étendues.
Au 1er janvier 2009, il y avait 2 406 communautés de communes regroupant en moyenne un peu plus de 11 000 habitants, et environ 13 communes. 33 dépassaient le seuil des 50 000 habitants.

#### Pays
Les pays, apparus sous une forme associative dans les années 1970 et définis depuis par la loi Pasqua d'orientation pour l'aménagement et le développement du territoire du 4 février 1995, modifiée par la Loi Voynet d'orientation pour l'aménagement et le développement durable du territoire du 25 juin 1999 comme des regroupements de communes et d’EPCI liés par une communauté d’intérêts en raison de leur appartenance à un territoire caractérisé par une cohésion géographique, culturelle, économique ou sociale, étaient au nombre de 371 au 1er janvier 2008. Ils représentaient 81 % de la superficie métropolitaine et 47 % de la population.

### Outre-mer
La révision constitutionnelle du 28 mars 2003 a conduit, avec les deux articles 73 et 74 de la Constitution, à une répartition binaire de ces collectivités : les départements et régions d’outre-mer, d’une part, et les collectivités d’outre-mer, d’autre part. Quelques nuances les différencient néanmoins et des passerelles permettent à ces collectivités de passer d'un statut à un autre.
Les départements d'outre-mer (DOM), issus de la loi de départementalisation du 19 mars 1946, relèvent en principe du régime d’assimilation législative (article 73 de la Constitution) : « les lois et règlements sont applicables de plein droit. Ils peuvent faire l'objet d'adaptations tenant aux caractéristiques et contraintes particulières de ces collectivités ». Il s'agit de la Guadeloupe, de la Guyane, de la Martinique, de La Réunion, et depuis 2012 de Mayotte. Ils sont comptés dans les 100 départements français.
Les collectivités d’outre-mer (COM) relèvent quant à elles en principe du régime de spécialité législative (article 74 de la Constitution) et ont donc un statut d'autonomie : « les collectivités d’outre-mer régies par le présent article ont un statut qui tient compte des intérêts propres de chacune d’elles au sein de la République ». Il s'agissait au 1er janvier 2009 de Mayotte (mais qui est devenu depuis 2012 un DOM et une ROM à collectivité unique et non plus une COM), de la Polynésie française, de Saint-Barthélemy, de Saint-Martin, de Saint-Pierre-et-Miquelon et de Wallis-et-Futuna.
La Nouvelle-Calédonie constitue une collectivité sui generis relevant du titre XIII de la Constitution. Son statut a été défini en 1999 sur la base de l’accord de Nouméa de 1998.
Enfin les Terres australes et antarctiques françaises (TAAF) ont la particularité de ne compter aucune population permanente et n'entrait dans aucune catégorie car ils ne peuvent disposer d'aucune autonomie de gestion (c'est aussi le cas de Clipperton). Le siège administratif du territoire est à Saint-Pierre (La Réunion). Mais les TAAF ont intégré le statut de COM à part entière. Ces territoires sont gérés au nom de l'État par le gouvernement, dans un conseil exécutif et consultatif, disposant de son budget autonome fixé par le Parlement.

## Organisation territoriale après la réforme

### Région
La réforme maintient la région en tant que division administrative et collectivité territoriale. Le comité Balladur préconisait la réduction du nombre de régions afin d’accroître leur importance économique. La loi ne retient pas de mesure autoritaire mais autorise une réduction par fusion et par consensus.
Plusieurs régions formant un territoire d’un seul tenant et sans enclave peuvent, par délibérations concordantes, demander à être regroupées en une seule région. Ce projet de regroupement est soumis pour avis aux conseils généraux concernés. Il doit recueillir lors d'un référendum l’accord de la majorité absolue des suffrages exprimés, correspondant à un nombre de voix au moins égal au quart des électeurs inscrits.
De même un département et deux régions contiguës peuvent demander, par délibérations concordantes de leurs assemblées délibérantes, une modification des limites régionales visant à inclure le département dans le territoire d’une région qui lui est limitrophe.
Enfin, une région et les départements qui la composent peuvent, par délibérations concordantes, demander à fusionner en une collectivité territoriale unique exerçant l'ensemble des compétences des collectivités fusionnées. Cette fusion est décidée par la loi, qui détermine l’organisation et les conditions d’administration de la nouvelle assemblée. Ce type d'évolution est celle envisagée, dès l'annonce d'une réforme, par la région Alsace et les deux départements qui la composent (Bas-Rhin et Haut-Rhin).

### Département
Le département est maintenu en tant que division administrative et collectivité territoriale. Les cantons demeurent également en tant que divisions administratives. Une loi postérieure à la loi de réforme est censée définir le nouveau découpage territorial des cantons.
Comme pour les régions, la loi ne prévoit pas de mesures autoritaires de suppression ou de fusion mais privilégie la recherche de consensus en permettant le regroupement de départements entre eux ou de départements et de régions sous réserve de l’accord de la majorité des suffrages exprimés.
Plusieurs départements formant, dans la même région, un territoire d’un seul tenant peuvent ainsi, par délibérations concordantes de leurs conseils généraux, demander à être regroupés en un seul département. Le gouvernement ne peut donner suite à la demande que si ce projet de regroupement recueille par référendum, dans chacun des départements concernés, l’accord de la majorité absolue des suffrages exprimés, correspondant à un nombre de voix au moins égal au quart des électeurs inscrits. Le regroupement éventuel est décidé par décret en Conseil d’État.

### Commune
La commune est maintenue en tant que division administrative et collectivité territoriale.
Les dispositions antérieures à la loi de réforme permettant de réduire le nombre de communes sont issues de la loi « Marcellin » du 16 juillet 1971 dans laquelle la fusion de communes est décidée par le préfet, à l’initiative des conseils municipaux de communes limitrophes et après une consultation favorable de la population de chaque commune concernée n’ont eu que peu d’effet depuis 1971. Afin de relancer le mouvement de réduction de communes, la loi de réforme prévoit une nouvelle modalité de regroupement : la commune nouvelle qui peut être créée :
- soit à la demande de tous les conseils municipaux ;
- soit à la demande des deux tiers au moins des conseils municipaux des communes membres d’un même établissement public de coopération intercommunale à fiscalité propre, représentant plus des deux tiers de la population totale de celles-ci ;
- soit à la demande de l’organe délibérant d’un établissement public de coopération intercommunale à fiscalité propre, en vue de la création d’une commune nouvelle en lieu et place de toutes ses communes membres ;
- soit à l’initiative du représentant de l’État dans le département.

Les conditions de création sont ainsi élargies, avec en particulier la suppression de la nécessité de recourir à une consultation de l’ensemble du corps électoral.

### Intercommunalité
La loi de réforme crée deux nouveaux types d'établissements publics : la métropole et le pôle métropolitain. Afin de ne pas préjuger sur les débats à venir sur la gouvernance du Grand Paris, les nouvelles structures intercommunales ne s'appliquent pas à l'Île-de-France.
À l’issue de la loi de réforme, la catégorie des groupements de collectivités territoriales regroupe les établissements publics de coopération intercommunale et les syndicats mixtes, les pôles métropolitains, les agences départementales, les institutions ou organismes interdépartementaux et les ententes interrégionales.
La catégorie des établissements publics de coopération intercommunale regroupe quant à elle les syndicats de communes, les communautés de communes, les communautés urbaines, les communautés d’agglomération, les syndicats d’agglomération nouvelle et les métropoles.

#### Achèvement et la rationalisation de la carte intercommunale
Pour achever, simplifier et rationaliser l’intercommunalité au niveau national, la loi de réforme prévoit, avec l’objectif principal de parvenir au 1er janvier 2014 à une couverture de la carte intercommunale de l’ensemble du territoire, plusieurs dispositifs :
- l'élaboration d'un schéma départemental de coopération intercommunale par le préfet avant fin 2011, après avis d'une commission départementale de coopération intercommunale (CDCI) à la composition et au fonctionnement revus et qui disposera d’un pouvoir d’amendement à la majorité qualifiée (2/3 de ses membres)[B 7] ;
- à partir de ce schéma des pouvoirs temporaires et renforcés jusqu’au 1er juin 2013 seront accordés aux préfets en matière de création d’EPCI, d’extension de leur périmètre et de fusion, ainsi que pour la dissolution, la modification de périmètre et la fusion des syndicats[B 7].

#### Métropole
Une nouvelle forme d'intercommunalité, très intégrée, est créée sous le nom de métropole. Peuvent obtenir le statut de métropole :
- les établissements publics de coopération intercommunale (EPCI) formant un ensemble de plus de 500 000 habitants ;
- les communautés urbaines instituées par l’article 3 de la loi n° 66-1069 du 31 décembre 1966.

Les métropoles disposent de compétences déléguées de plein droit par les communes (développement et d’aménagement économique, social et culturel, aménagement de l’espace métropolitain, politique locale de l’habitat, politique de la ville, gestion des services d’intérêt collectif, protection et de mise en valeur de l’environnement et de politique du cadre de vie), mais également par le département (transports scolaires, gestion de la voirie départementale, compétences du Conseil général relatives aux zones d’activités et à la promotion à l’étranger du territoire et de ses activités économiques) et la région (promotion à l’étranger du territoire et de ses activités économiques). Par voie conventionnelle, d'autres compétences peuvent être déléguées.
Au 1er janvier 2009, huit communautés urbaines peuvent donc prétendre au statut de métropole. Quatre de ces communautés urbaines regroupent plus la moitié de la population départementale, jusqu’aux trois-quarts pour le Grand Lyon. La population cumulée de ces communautés urbaines s’élève à 6,4 millions d’habitants. Ainsi, près d’un habitant sur 10 pourrait être concerné par cette transformation administrative. Géographiquement, les métropoles « potentielles » sont naturellement réparties selon un certain équilibre. Elles sont situées, à l’exception du Grand Lyon, dans des départements côtiers ou frontaliers. Seule la communauté urbaine Nice Côte d'Azur n'est pas un chef-lieu de région.
| Rang | Nom de l'EPCI                   | Département      | Capitale de région | Nombre de communes | Population totale 2009 (référence 2006) | Taux d’accroissement annuel, en composition 2009 | % de la population départementale couverte |
| ---- | ------------------------------- | ---------------- | ------------------ | ------------------ | --------------------------------------- | ------------------------------------------------ | ------------------------------------------ |
| 1    | CU du Grand Lyon                | Rhône            | X                  | 57                 | 1 274 069                               | 0,7 %                                            | 75 %                                       |
| 2    | CU de Lille Métropole           | Nord             | X                  | 85                 | 1 124 816                               | 0,6 %                                            | 43 %                                       |
| 3    | CU Marseille Provence Métropole | Bouches-du-Rhône | X                  | 18                 | 1 038 521                               | 0,6 %                                            | 53 %                                       |
| 4    | CU de Bordeaux                  | Gironde          | X                  | 27                 | 714 761                                 | 0,9 %                                            | 50 %                                       |
| 5    | CU du Grand Toulouse            | Haute-Garonne    | X                  | 25                 | 661 535                                 | 1,5 %                                            | 55 %                                       |
| 6    | CU Nantes Métropole             | Loire-Atlantique | X                  | 24                 | 594 732                                 | 0,7 %                                            | 47 %                                       |
| 7    | CU Nice Côte d'Azur             | Alpes-Maritimes  |                    | 24                 | 517 699                                 | 0,5 %                                            | 48 %                                       |
| 8    | CU de Strasbourg                | Bas-Rhin         | X                  | 28                 | 473 828                                 | 0,5 %                                            | 43 %                                       |

#### Pôle métropolitain
La réforme crée un nouveau mode de syndicat mixte, le pôle métropolitain, qui regroupe des EPCI à fiscalité propre formant un ensemble de plus de 300 000 habitants dont l’un compte plus de 150 000 habitants.
Par dérogation, le pôle métropolitain peut regrouper, sur un territoire d’un seul tenant et sans enclave, des EPCI à fiscalité propre formant un ensemble de plus de 300 000 habitants et comprenant au moins un EPCI de plus de 50 000 habitants seulement, mais limitrophe d’un État étranger (ce cas concerne notamment des zones fortement urbanisées dont les agglomérations s'étendent à la fois sur ces autres États et en France, notamment pour les EPCI limitrophes des agglomérations de Bâle et de Genève en Suisse, ou des EPCI lorraines touchant des agglomérations du Grand Duché du Luxembourg et celles de la Sarre en Allemagne, et où des formes de coopérations transfrontalières renforcées sont également souhaitables entre ces pôles métropolitains français et les agglomérations étrangères limitrophes, essentiellement pour la gestion concertée des plans et équipements pour les transports, l'environnement et des ressources communes comme l'eau ou l'énergie, ou l’action économique conjointe des zones industrielles et commerciales).

#### Communauté urbaine
Afin de tenir compte de la création des métropoles, qui les concurrencent par l'importance de leurs compétences, le seuil démographique permettant la création des communautés urbaines est abaissé avec la loi de réforme de 500 000 à 450 000 habitants.

#### Communauté d'agglomération
Le seuil démographique est abaissé avec la loi de réforme de 50 000 à 30 000 habitants lorsque la communauté d’agglomération comprend le chef-lieu du département.

#### Communauté de communes
La loi de réforme n'apporte pas de modification à leur statut.

#### Pays
L'article 51 de la loi de réforme supprime la procédure de création des pays. Les pays créés antérieurement subsistent jusqu'à leur échéance.

### Collectivités territoriales d'outre-mer

#### Collectivité unique
La collectivité unique est une nouvelle catégorie de collectivité territoriale, issue de la fusion de la région et du département pour les régions monodépartementales, créée par une loi organique dont le projet de loi a été présenté en Conseil des ministres le 26 janvier 2011. Seules la Martinique et la Guyane seront dotées de ce statut. La première élection des membres des assemblées de Guyane et de Martinique aura lieu avant le 1er janvier 2013.

#### Autres collectivités
Les autres collectivités territoriales situées outre-mer demeurent inchangées par les lois de réforme.

## Représentation territoriale après la réforme

### Conseiller territorial
Le point le plus médiatisé de la réforme est la création des conseillers territoriaux censés se substituer à partir de 2014 aux conseillers généraux et aux conseillers régionaux : les conseillers territoriaux devaient siéger à la fois au sein du conseil général et au sein du conseil régional.
L'article 1er de la loi n° 2010-1563 du 16 décembre 2010 de réforme des collectivités territoriales prévoyait que les conseillers territoriaux seraient élus pour 6 ans dans le cadre de cantons rénovés au scrutin uninominal majoritaire à deux tours, selon les modalités prévues au titre III du livre Ier du code électoral. Afin de limiter le nombre de triangulaires au second tour, la loi relevait de 10 % à 12,5 % des électeurs inscrits le nombre de suffrages nécessaires pour pouvoir participer au second tour. Ce point, qui a fait l'objet de débats animés au parlement, a été validé par le Conseil constitutionnel.
Un premier tableau de répartition des conseillers territoriaux par département. Il a fait l’objet de modifications, dans plusieurs régions, réduisant ainsi des écarts de représentativité infrarégionale importants. Le deuxième tableau est ainsi adopté par le Sénat le 7 juillet 2010 puis par le Parlement le 17 novembre 2010 mais est censuré par le Conseil constitutionnel qui constate en effet que « six départements présentaient des écarts de plus de 20 % à la moyenne régionale quant à leur nombre de conseillers territoriaux rapportés à la population du département » : la Meuse, le Cantal, l'Aude, la Haute-Garonne, la Mayenne et la Savoie,. Un nouveau tableau de répartition est adopté en juillet 2011 :
La création des conseillers territoriaux est finalement annulée après les élections de 2012, avant que cette réforme soit entrée en vigueur.

### Élus intercommunaux
La réforme prévoyait qu'à partir des élections municipales de 2014, les conseillers des communautés de communes, d'agglomération, urbaines ainsi que des métropoles, représentant des communes de plus de 3 500 habitants seront élus au suffrage universel direct, dans le cadre des élections municipales. Les représentants des communes de plus petite taille devaient rester élus en leur sein par les conseils municipaux.
Après les élections de 2012, une loi de 2013 a confirmé ce principe tout en modifiant les modalités.

### Élus municipaux
Les modalités d'élections des conseils municipaux demeurent inchangées pour les communes, comme pour les communes nouvelles créées par la loi. Pour ces dernières, jusqu’au renouvellement général des conseils municipaux suivant la création de la commune nouvelle, le préfet fixe la composition du conseil municipal dans lequel entrent tout ou partie des membres en exercice des anciens conseils municipaux et, dans tous les cas, le maire et les adjoints de chacune des anciennes communes. L’effectif total du conseil ne peut dépasser soixante-neuf membres, sauf dans les cas où la désignation des maires et adjoints des anciennes communes rend nécessaire l’attribution de sièges complémentaires.

## Rationalisation de la répartition des compétences

### Répartition des compétences avant la réforme
Les lois de décentralisation de 1982 et de 1983 ainsi que la loi sur les responsabilités locales du 13 août 2004 avaient, entre autres, pour objectif de donner aux collectivités locales des compétences propres, distinctes de celles de l’État et d’assurer ainsi un meilleur équilibre des pouvoirs sur l’ensemble du territoire. Mais la succession des textes a conduit à un enchevêtrement des compétences et à un éloignement certain de l’objectif initial de constitution de blocs de compétences pour chaque catégorie de collectivités, même si des grands axes se dessinent : la proximité pour les communes, le social pour les départements et l’action économique et de l’aménagement du territoire pour la région. Cet enchevêtrement des compétences conduit à des financements croisés et à un risque de dispersion des ressources et de dilution de la capacité d’intervention des collectivités.
L’étude d’impact annexée au projet de loi présenté à l’Assemblée nationale dresse un état synthétique comparatif des budgets primitifs 2009 des départements et des régions, classés selon une présentation fonctionnelle. Même si la nomenclature par fonctions peut, dans l’application, laisser une part à l’appréciation, des grands blocs de compétences peuvent être distingués.
Au-delà des deux blocs de compétences « exclusives » et « non exclusives, il a paru utile de créer pour les régions, une troisième catégorie, appelée « compétences intermédiaires ». Il s’agit de compétences (telles que l’aménagement du territoire ou le développement économique) que la loi attribue aux régions, mais dont les contours sont très vastes et ne sont pas précisément délimités et dans lesquelles les autres catégories de collectivités peuvent également intervenir.
Il ressort ainsi que les domaines dans lesquels les départements interviennent concurremment avec d’autres catégories de collectivités représentent près de 20 % de la dépense et presque 11 milliards d’euros. Pour les régions, les dépenses dans les champs des compétences appelées ici « non exclusives » et « intermédiaires » représentent plus du quart de la dépense et presque
7 milliards d’euros.
| Départements                                  | Départements | Départements                | Régions                                    | Régions | Régions                     |
| Compétences                                   | en Md€       | En % des dépenses ventilées | Compétences                                | en Md€  | En % des dépenses ventilées |
| --------------------------------------------- | ------------ | --------------------------- | ------------------------------------------ | ------- | --------------------------- |
| Compétences exclusives                        | 48 848       | 82 %                        | Compétences exclusives                     | 17 312  | 73 %                        |
| SDIS                                          | 2 365        | 82 %                        | formation professionnelle et apprentissage | 5 247   | 73 %                        |
| collèges                                      | 4 478        | 82 %                        | lycées publics et privés                   | 5 643   | 73 %                        |
| prévention médico-sociale                     | 1 051        | 82 %                        | transports                                 | 6 422   | 73 %                        |
| action sociale hors RMI, APA, RSA             | 18 578       | 82 %                        | Compétences intermédiaires                 | 3 584   | 15 %                        |
| revenu minimum d'insertion (RMI)              | 6 917        | 82 %                        | aménagement des territoires                | 1 409   | 15 %                        |
| allocation personnalisée d’autonomie (APA)    | 5 257        | 82 %                        | action économique                          | 2 175   | 15 %                        |
| revenu de solidarité active (RSA)             | 820          | 82 %                        | Compétences non-exclusives                 | 2 797   | 12 %                        |
| routes et voirie                              | 5 776        | 82 %                        | enseignement hors lycées                   | 1 001   | 12 %                        |
| transports                                    | 3 606        | 82 %                        | culture, sport, loisir                     | 989     | 12 %                        |
| Compétences non-exclusives                    | 10 823       | 18 %                        | santé et action sociale                    | 166     | 12 %                        |
| sécurité hors SDIS                            | 159          | 18 %                        | environnement                              | 641     | 12 %                        |
| enseignement hors collèges                    | 1 296        | 18 %                        |                                            |         |                             |
| culture, vie sociale, jeunesse, sport, loisir | 2 260        | 18 %                        |                                            |         |                             |
| réseaux et infrastructures hors voirie        | 2 185        | 18 %                        |                                            |         |                             |
| aménagement et environnement                  | 2 872        | 18 %                        |                                            |         |                             |
| développement économique                      | 2 051        | 18 %                        |                                            |         |                             |
| Dépenses ventilées                            | 59 671       | 100 %                       | Dépenses ventilées                         | 23 694  | 100 %                       |
| Dépenses non-ventilées                        | 10 040       |                             | Dépenses non-ventilées                     | 5 639   |                             |
| Total général                                 | 69 711       |                             | Total général                              | 29 333  |                             |

### Suppression de la clause de compétence générale
La clause de compétence générale est, en France, un concept juridique traduisant la capacité d'initiative d’une collectivité territoriale dans un domaine de compétences au-delà de ceux qui lui sont attribués de plein droit, sur le fondement de son intérêt territorial en la matière.
Un des objectifs principaux de la loi de réforme des collectivités territoriales était, dès lors que l’option de suppression des départements n’était pas retenue, de clarifier les compétences respectives de chaque collectivité, ce qui devait se traduire par la mesure phare de suppression de la clause de compétence générale. La loi votée le 16 décembre 2010 met en œuvre cette disposition pour les départements et régions en précisant que ces collectivités interviennent désormais dans des domaines qui lui sont attribués, créant ainsi des blocs de compétences, mais introduit quelques exceptions.
L’article 73 de la loi précise en effet, pour ce qui concerne le conseil général, que le premier alinéa de l'article L. 3211-1 du code général des collectivités territoriales, libellé ainsi : « Le conseil général règle par ses délibérations les affaires du département », est complété par « dans les domaines de compétence que la loi lui attribue ». Ceci constitue de fait une suppression de la clause de compétence générale et renvoie de fait à un bloc de compétences bien identifiées. Mais il modifie parallèlement le deuxième alinéa en introduisant une exception : « Il peut en outre, par délibération spécialement motivée, se saisir de tout objet d’intérêt départemental pour lequel la loi n’a donné compétence à aucune autre personne publique. »
L'article L. 4221-1 du code général des collectivités territoriales relatif aux compétences des conseils régionaux est modifié de manière similaire.
Ces dispositions sont validées par le Conseil constitutionnel par décision du 9 décembre 2010,.
En 2014, la loi de modernisation de l'action publique territoriale et d'affirmation des métropoles rétablit la clause de compétence générale, mais le projet de loi portant nouvelle organisation territoriale de la République la supprime de nouveau en ne leur conservant que les compétences partagées tourisme, sport, culture et langue régionale.

### Compétences attributives, partagées ou déléguées
La clarification des compétences interviendra formellement dans une deuxième loi à publier dans un délai de 12 mois suivant la promulgation de la loi de réforme de décembre 2010.
Seules les compétences attribuées à la métropole sont précisées dans la loi de réforme. Outre les compétences transférées par les communes, la métropole bénéficiera de compétences transférées à titre obligatoire par le département (transports scolaires, routes, zones d'activités et promotion à l'étranger du territoire et de ses activités économiques) et par la région (promotion à l'étranger du territoire et de ses activités économiques). D'un commun accord avec le département et la région, elle pourra en outre se doter de compétences supplémentaires, déterminées par convention. L’État pourra également, le cas échéant, leur confier la propriété et la gestion des grands équipements et infrastructures,.
Si les compétences sont attribuées par la loi aux collectivités territoriales à titre exclusif, la loi de réforme prévoit d'ores et déjà que les compétences relatives au tourisme, à la culture et au sport sont partagées entre les communes, les départements et les régions.
La loi prévoit également qu’une collectivité territoriale peut déléguer à une collectivité territoriale relevant d’une autre catégorie ou à un établissement public de coopération intercommunale à fiscalité propre une compétence dont elle est attributaire, qu’il s’agisse d’une compétence exclusive ou d’une compétence partagée. Cette délégation est régie par une convention qui en fixe la durée et qui définit les objectifs à atteindre et les modalités du contrôle de l’autorité délégante sur l’autorité délégataire.

### Schéma d’organisation des compétences et de mutualisation des services
Afin de faciliter la clarification des interventions publiques sur le territoire régional et de rationaliser l'organisation des services des collectivités, les régions et les départements qui la composent ont la possibilité d'élaborer conjointement, dans les six mois qui suivent l'élection des conseillers territoriaux, un projet de schéma d'organisation des compétences et de mutualisation des services. Ce schéma devra organiser la répartition des compétences entre les deux collectivités, l'organisation de leurs interventions financières et la mutualisation des services.

### Encadrement des cofinancements
Cette clarification des compétences s'accompagne d'un encadrement des cofinancements. À compter du 1er janvier 2012, la participation minimale du maître d'ouvrage d'une opération d'investissement (sauf en matière de renouvellement urbain, de patrimoine protégé, de réparations de dégâts causés par des calamités publiques et pour les contrats de projets) sera fixée, pour toutes les collectivités territoriales et leurs groupements, à 20 % du montant total des financements publics.